# Prima Repubblica (Messico)
La Prima Repubblica, ufficialmente Stati uniti Messicani (in spagnolo Estados Unidos Mexicanos) è quel periodo della storia del Messico che corrisponde alla prima istituzione di un regime federale come forma di governo dello Stato messicano. La Repubblica fu proclamata il 1 novembre 1823 dal Congresso Costituente, mesi dopo la dissoluzione dell'Impero messicano di Agustín de Iturbide. La Repubblica è stata formalmente istituita il 4 ottobre 1824 con la promulgazione della Costituzione Federale degli Stati Uniti Messicani.
La Repubblica Federale durò quasi dodici anni, fino all'istituzione della Repubblica Centralista il 23 ottobre 1835.
Il primo tentativo di federazione nella storia del Messico è stata una breve esperienza, caratterizzata da instabilità e violenza politica e sociale. La Repubblica era governata da due triumvirati e nove presidenti. José Miguel Ramón Adaucto Fernández y Félix, meglio noto come Guadalupe Victoria, è stato l'unico presidente a completare il suo mandato costituzionale durante questo periodo.
Il periodo fu segnato anche da vari tentativi di riconquista spagnola e dal tentativo del Messico di conquistare Cuba.
Il problema principale per il consolidamento della federazione era la divisione e le continue lotte tra federalisti e centralisti.

## Storia

### Indipendenza
Il 27 settembre 1821, dopo tre secoli di dominio spagnolo e una Guerra d'Indipendenza durata 11 anni, il Messico ottenne la libertà. I Trattati di Córdoba riconoscevano il Messico come Impero indipendente, che prese il nome di Impero Messicano.
Una minoranza del Congresso Costituente in cerca di stabilità scelse come monarca Agustín de Iturbide e in questo modo fu proclamato imperatore del Messico il 18 maggio 1822. Presto iniziarono i problemi tra l'imperatore e il Congresso Costituente. Diversi deputati furono incarcerati semplicemente per aver espresso i loro disaccordi con Iturbide, e alla fine Iturbide decise di eliminare il Congresso, istituendo al suo posto un Consiglio Istitutivo Nazionale.
La mancanza del Congresso, le decisioni dell'imperatore e l'assenza di soluzioni ai gravi problemi che il paese stava attraversando accrebbero le cospirazioni per cambiare il sistema imperiale. Antonio López de Santa Anna proclamò il Piano di Casa Mata, a cui si unirono in seguito Vicente Guerrero e Nicolás Bravo. Iturbide fu quindi costretto a reintegrare il Congresso e nel vano tentativo di salvare l'ordine e mantenere la situazione favorevole ai suoi sostenitori, abdicò alla corona il 19 marzo 1823,
L'entrata dell'Armata Trigarante a Città del Messico, diede inizio al primo impero.
Tuttavia, il Congresso restaurato dichiarò la nullità della nomina di Iturbide e quindi il riconoscimento dell'abdicazione e fece sembrare l'incoronazione di Iturbide un errore logico della consumazione dell'Indipendenza. L'8 aprile, il Congresso ha anche dichiarato insussistenti il Piano di Iguala e i Trattati di Cordova. I trattati sancirono che l'Impero si scioglieva, e il paese si dichiarava libero di costituirsi come meglio credeva.